# Heinz Oppermann (Manager)
Heinz Ernst August Oppermann (* 16. März 1882 in Hannover; † 1958) war ein deutscher Manager der Gummiindustrie.

## Leben
Nach dem Abitur am Realgymnasium I in Hannover studierte Heinz Oppermann an den Universitäten Würzburg, Berlin und Greifswald Chemie. 1900 wurde er Mitglied des Corps Moenania Würzburg. Im Oktober 1905 wurde er zum Dr. phil. promoviert, nachdem er das Verbandsexamen abgelegt hatte. Anschließend war er als Labor- und Betriebschemiker in der anorganischen Großindustrie tätig. Seit 1908 hatte er leitende Stellungen als Chemiker in der Gummiindustrie im In- und Ausland inne, so auch in der Gummifabrik Bogatyr in Russland. 1915 wurde er als Zivilgefangener von Russland nach Deutschland ausgetauscht. Am weiteren Ersten Weltkrieg nahm er als Kriegsfreiwilliger teil. Nach dessen Ende war er bis 1920 Betriebsleiter in der Gummiindustrie. Im September 1920 wurde er zum Direktor der Bremer Gummiwerke Roland AG in Bremen ernannt. Zuletzt lebte er in Hannover.